# Charlemagne (prénom)
Pour les articles homonymes, voir Charlemagne et Charlemagne (homonymie).
Charlemagne [ʃaʁləmaɲ] est un prénom français dérivé du latin Carolus Magnus signifiant « Charles le Grand ». Charles est lui-même dérivé du prénom latin Carolus, inspiré du prénom germanique Karl, signifiant « homme » ou « viril ». Il est fêté le 28 janvier.

## Forme et origine
Charlemagne est la transcription française du latin Carolus Magnus, surnom donné à l'empereur franc Charles Ier, dit « le Grand ». 
Dès l'époque de l'empereur Charlemagne, on trouve dans certains textes Karolus suivi de magnus, mais ce dernier est en position d'adjectif par rapport à un autre nom : Karolus magnus rex Francorum (« Charles, grand roi des Francs »), Karolus magnus imperator (« Charles, grand empereur »). L'utilisation simple de Carolus Magnus est une dénomination littéraire dont le premier exemple se trouve dans un texte de Nithard (vers 840), soient plusieurs décennies après la mort de l'intéressé. Cet épithète se généralise progressivement dans les documents de la Chancellerie apostolique.
Le prénom est ainsi composé de Carolus, francisé en Charles, dérivé du prénom Karl, venant lui-même du vieux haut allemand karal, signifiant « homme », « mâle », « époux » ou encore « viril », « vigoureux » ou « fort », et de Magnus signifiant « grand .».

## Popularité
Carolus Magnus, « le grand Charles », autrement dit Charlemagne, canonisé en 1165 par l'antipape Pascal III, puis officiellement béatifié par le pape Benoît XIV, est à l’origine de la renommée du prénom. Entre 1946 et 2009, le prénom a été donné près de 1000 fois en France.

## Variantes linguistiques
| - latin : Carolus Magnus - catalan : Carlemany - espagnol : Carlomagno - espéranto : Karlomagno - hongrois : Nagy Károly - Wallon : Tchårlumagne - italien : Carlo Magno |  | - turc : Şarlman - portugais : Carlos Magno - polonais : Karol Wielky - sicilien : Carlu Magnu - islandais : Karlamagnús - ligure : Carlomagno |